# Juan Sebastián de Elcano (A-71)
El buque escuela Juan Sebastián de Elcano es un bergantín-goleta de la Armada española. Tiene cuatro mástiles con los nombres de Blanca, Almansa, Asturias y Nautilus, nombres de cuatro buques escuela que lo precedieron. Recibe el nombre en honor al explorador español Juan Sebastián Elcano, capitán de la expedición, tras la muerte de Fernando de Magallanes, que completó la primera vuelta al mundo en 1522. El barco lleva también el escudo de armas de Elcano, que fue otorgado a la familia por el emperador Carlos I tras la vuelta de Elcano de la expedición. El escudo de armas lleva por cimera un globo terráqueo con el lema latino «Primus Circumdedisti Me» («Fuiste el primero en circunnavegarme»).
Este buque es también gemelo del buque escuela Esmeralda de Chile.

## El buque
El casco fue diseñado por la compañía Echevarrieta y Larrinaga de Cádiz, propiedad del vizcaíno Horacio Echevarrieta. Su ingeniero y diseñador fue el bilbaíno y director del astillero entre 1921 y 1931 Juan Antonio Aldecoa y Arias. El mascarón de proa y otras tallas del barco fueron encargados al escultor bilbaíno Federico Sáenz Venturini. Los planos técnicos los proporcionó la casa inglesa Camper & Nicholson de Southampton. Para el diseño de las velas se eligió al proyectista inglés Nicholson. Fue botado el 5 de marzo de 1927.
Su primer velamen era de lino y se encargó a la fábrica Ratsey & Lapthorne de Gosport, una de las importantes firmas inglesas del momento. Las velas de respeto fueron realizadas por la casa Victoriano Echarne de Gijón. A su entrega, el buque escuela contaba con un motor diésel auxiliar de 800 caballos (unos 600 kW). El precio de coste del barco ascendió en aquella época a 8 189 532,28 pesetas.
La embarcación cuenta con dos purificadores de agua y un depósito de gasóleo de 265 000 l que alimenta tanto sus motores de propulsión como sus generadores eléctricos. Con una capacidad de carga de poco más de 600 t puede estar en alta mar durante más de veinte días sin tener que ir a puerto a abastecerse.

## Características generales

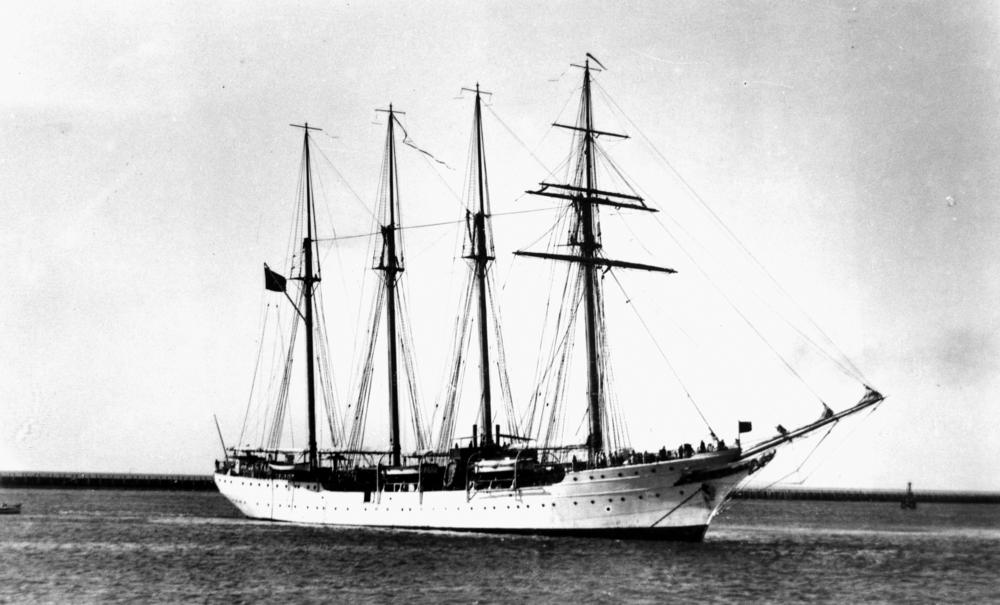
El Juan Sebastián Elcano en Queensland

El barco tiene cuatro zonas principales: alcázar, castillo, combés y toldilla.
El palo mayor popel, de nombre Asturias, se encuentra en el alcázar, siendo en esta zona donde se celebran la mayor parte de los actos importantes, como las proyecciones de cine, teatrillos, conciertos de bandas de música, los relevos de las guardias y la misa dominical.
En la zona del castillo están los dos cañones de 37 mm que se usan para salvas en las celebraciones, y es donde se realizan todas las maniobras para el anclaje. En esta zona, se encuentra el bauprés con el mascarón. Debajo se encuentran las cubiertas inferiores, los aseos y los pañoles.
El palo mayor proel, que tiene el nombre de Almansa, y el palo trinquete, llamado Blanca, se encuentran en el combés. Además allí está ubicada la cocina, la enfermería, el quirófano, el puente de mando, las estaciones de radio y meteorología y los cuartos de derrota. Debajo están los comedores.
La caseta con el motor del timón, el palo mesana, de nombre Nautilus, la caña de gobierno manual, el acceso al alojamiento del comandante y los pescantes de las balleneras (barcas de salvamento y operación) se encuentran en la toldilla.

## Historia

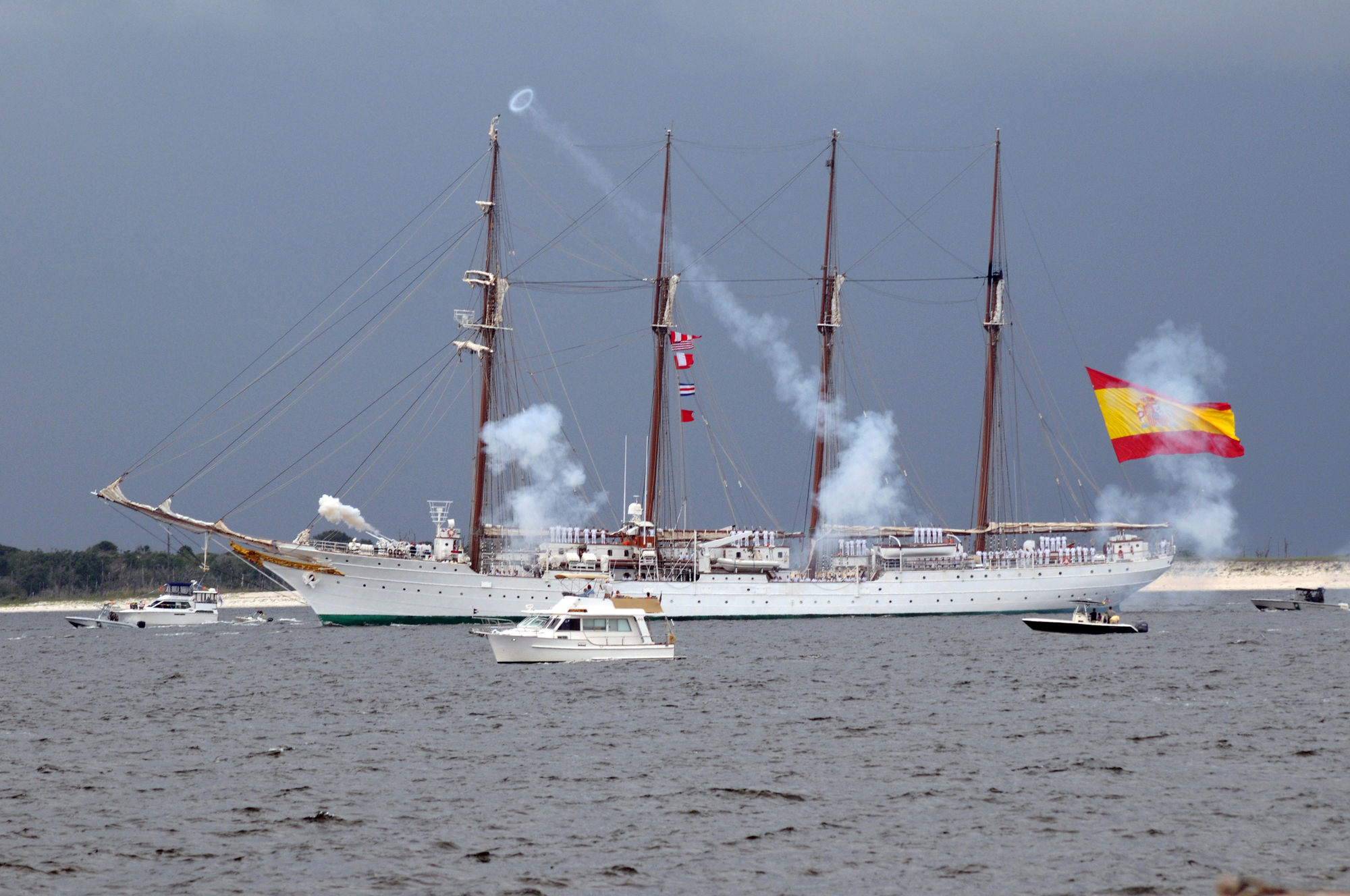
El barco llegando a Pensacola.

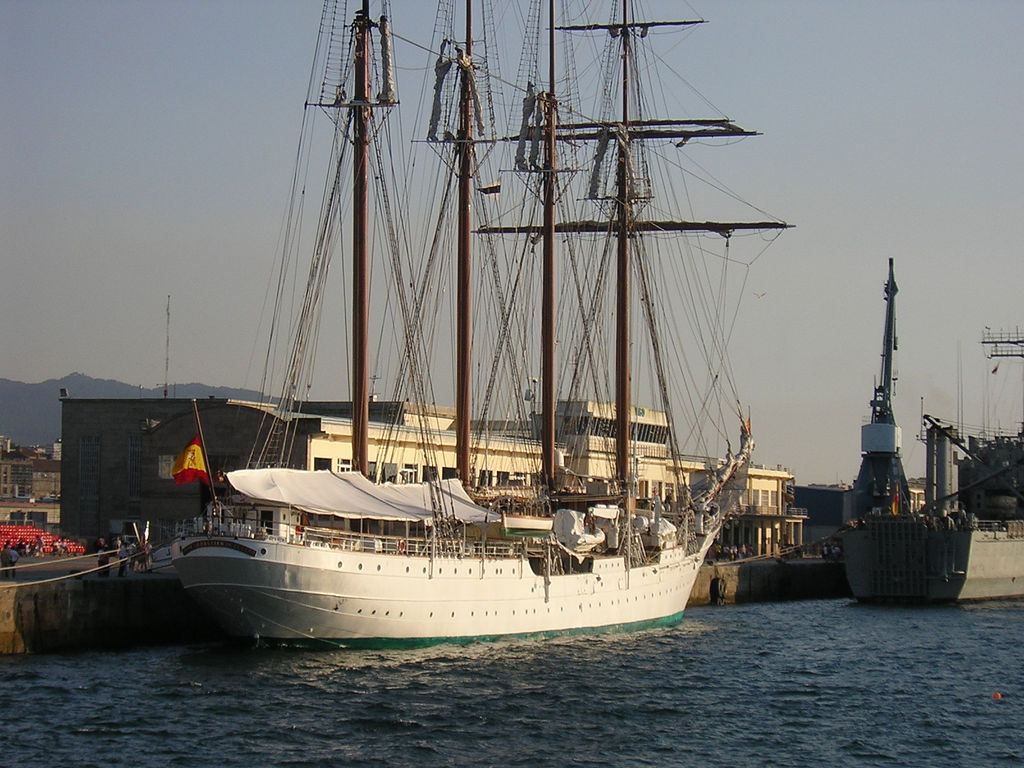
Vista del Elcano desde popa en el puerto de Vigo.

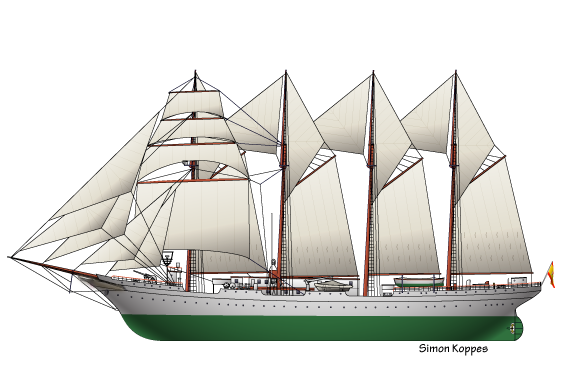
Dibujo del velero Juan Sebastián de Elcano

El Juan Sebastián de Elcano fue botado en Cádiz, España, el 5 de marzo de 1927, siendo su madrina Carmen Primo de Rivera, hija del dictador Miguel Primo de Rivera.
El primer nombre que recibió el proyecto de este barco fue «Minerva», diosa que aparece en el mascarón de proa, pero por un real decreto del 17 de abril de 1925 fue cambiado por el nombre que hoy tiene. Fue Horacio Echevarrieta, dueño de los astilleros en los que se construía el barco, el que expresó a Primo de Rivera su deseo de que el barco llevara el nombre de "Juan Sebastián de Elcano". Primo de Rivera elevó la petición a Alfonso XIII, quien accedió a ello.
La primera travesía del barco fue de Cádiz a Málaga, con el rey Alfonso XIII a bordo. En su primer viaje visitó los puertos de Cádiz y Málaga, donde desembarcó el rey, dirigiéndose a continuación a Sevilla, sede en aquel momento de la Exposición Iberoamericana, donde permaneció hasta el 30 de abril. Puede decirse que este viaje fue el ensayo general antes de efectuar su primera circunnavegación, recalando en Las Palmas y Santa Cruz de Tenerife. Antes de llegar a Canarias permaneció 40 días en el Atlántico sin tocar puerto hasta el 6 de junio. El 4 de julio llegó a Pasajes, en Guipúzcoa, donde recibió la bandera de combate de manos de la infanta Beatriz de Borbón y Battenberg, hija del rey Alfonso XIII. Dicha bandera fue obsequio de la Diputación Provincial de Guipúzcoa. Del 18 de abril al 15 de julio de 1928 se recorrieron 5769 millas repartidas en 57 singladuras y dando una velocidad media de 4,2 nudos.
Terminado este periodo de prueba, pasó a la Carraca para limpiar fondos y prepararse para su primer crucero de instrucción, que consistió en dar la vuelta al mundo en dirección opuesta a la que en su día hizo el ilustre navegante del que recibe su nombre, siendo su comandante el capitán de fragata Manuel de Mendívil, comenzando el 1 de agosto de 1928 y finalizándolo el 29 de mayo de 1929. Recaló en los siguientes puertos: Cádiz, San Vicente (islas de Cabo Verde), Montevideo, Buenos Aires, Ciudad del Cabo, Adelaida, Melbourne, Sídney, Suva, San Francisco, Balboa, La Habana, Nueva York y Cádiz.
Al regreso de su primer viaje y tras los diagnósticos oportunos se supieron sus virtudes y defectos, y estos últimos fueron tenidos en cuenta para ser corregidos y mejorados en sucesivos cambios y obras de carena y recorrido. Hasta el comienzo de la Guerra Civil, estas reformas habían sido:
- 15 de julio de 1930. Por su escasa potencia el motor fue sustituido por otro grupo electrógeno Pressel Mancon.
- 14 de agosto de 1933. Se construyeron los pañoles en el sollado de proa.
- Julio de 1933. Los tanques de agua se trasladan de la toldilla a proa.
- 8 de mayo de 1934. Se instala en babor el repetidor de la giroscópica en el puente y en el despacho del comandante.
- 1933. Por orden del comandante Moreno Fernández se colocó en el mamparo de proa de la toldilla la placa con la inscripción latina «Tu Primus Circumdedisti Me», que rememora el escudo y lema que Carlos I otorgó a la familia de Elcano. También fueron bautizados los cuatro palos con los nombres que recuerdan a buques escuela anteriores.

Entre los guardiamarinas que embarcaron en él a lo largo de su historia figuran el rey Juan Carlos I, que realizó su XXX crucero de instrucción en 1958, el rey Felipe VI, que hizo su LVIII crucero de instrucción en el año 1987, y la Princesa de Asturias Leonor de Borbón, para el XCVII crucero de instrucción en 2025.
25 años después se usaron los mismos planos para construir el buque escuela chileno Esmeralda en 1952–1954.
En 2019 finalizaron una serie de obras de mejora en el casco y los espacios de marinería y oficiales.
En 2020 se estrenó el documental «Tras la estela de Elcano: una travesía en 360 grados», grabado en el buque escuela. Fue realizado por Lab RTVE y Visyon de Mediapro. Ganó un Delfín de Plata al Mejor Contenido de Realidad Virtual y Vídeos de 360° en el Festival Cannes Corporate Media & TV, el Globo de Oro al Mejor Contenido de Realidad Virtual en el World Media Festival de Hamburgo 2020 y la Mención de Honor de los Premios Webby.
El 28 de marzo de 2023, siendo comandante Manuel García Ruiz, el buque cruzó por primera vez en su historia el Cabo de Hornos, navegando a vela hacia levante. Hacía más de 130 años que ningún barco de la Armada cruzaba a vela este peligroso accidente geográfico, famoso por el elevado número de naufragios acaecidos en la zona.

### Grandes regatas y navegaciones transoceánicas

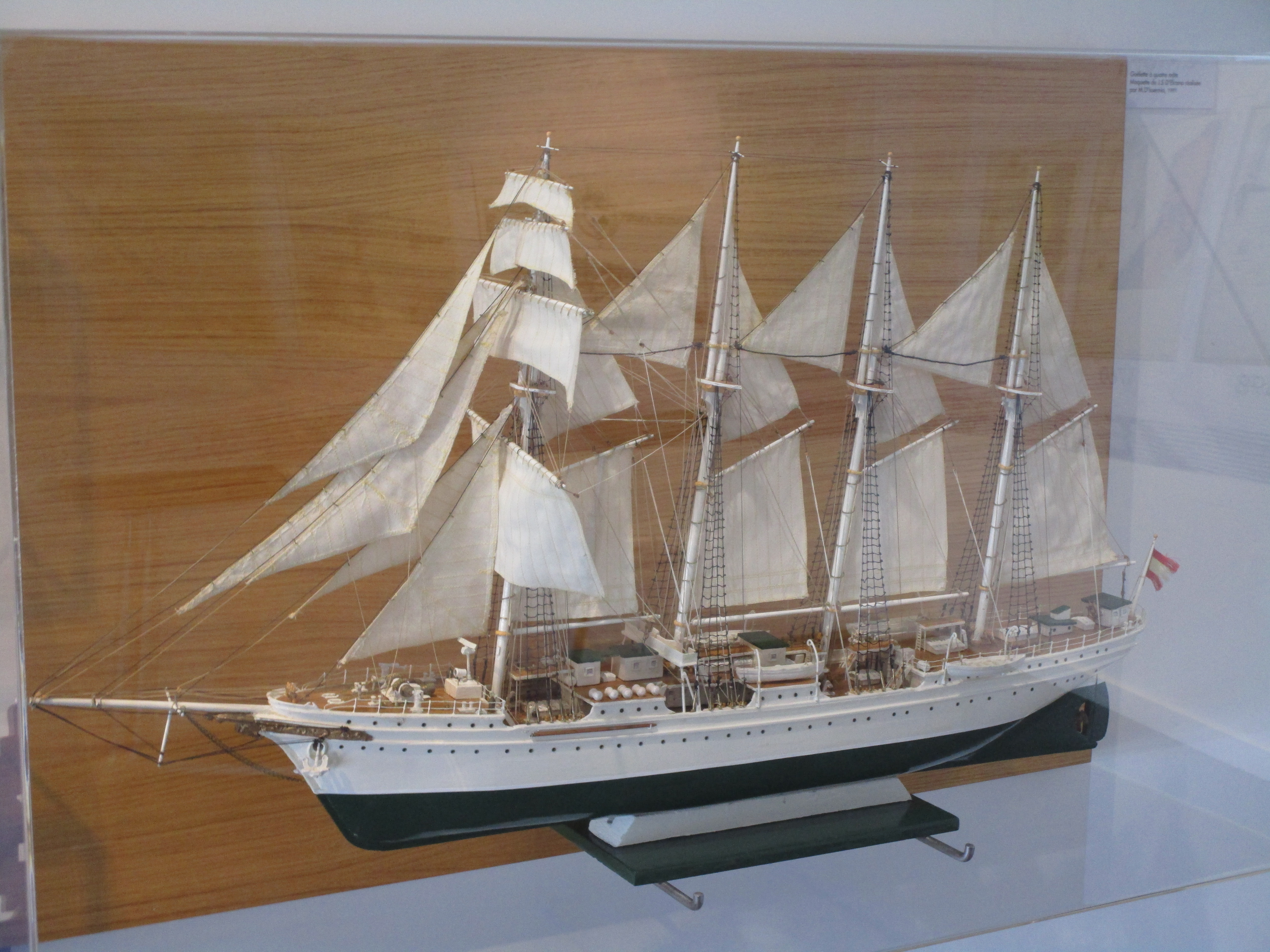
Maqueta del Juan Sebastián de Elcano

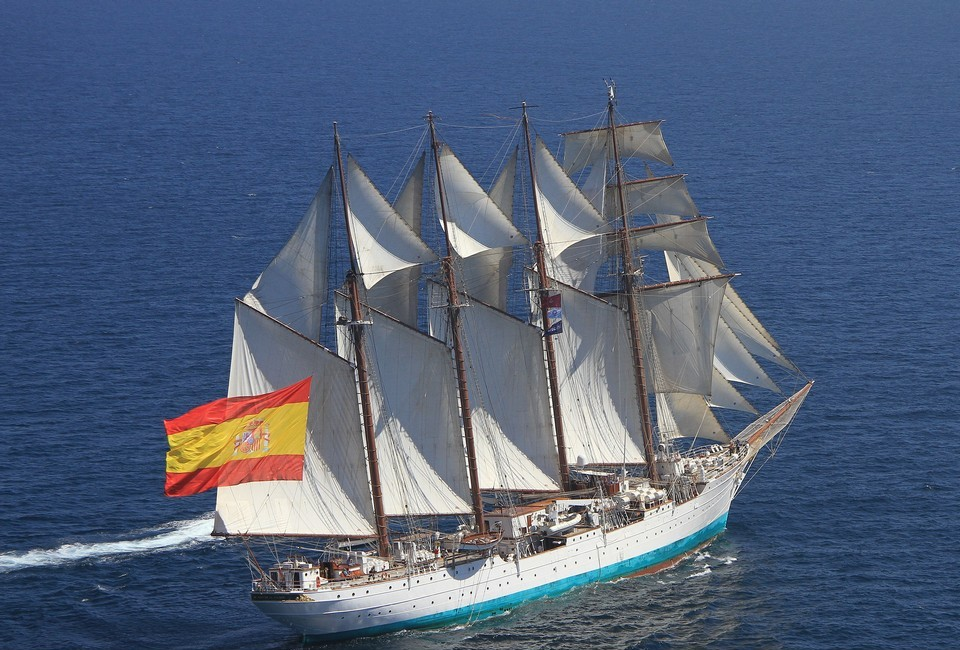
Vista aérea de la popa, año 2013.

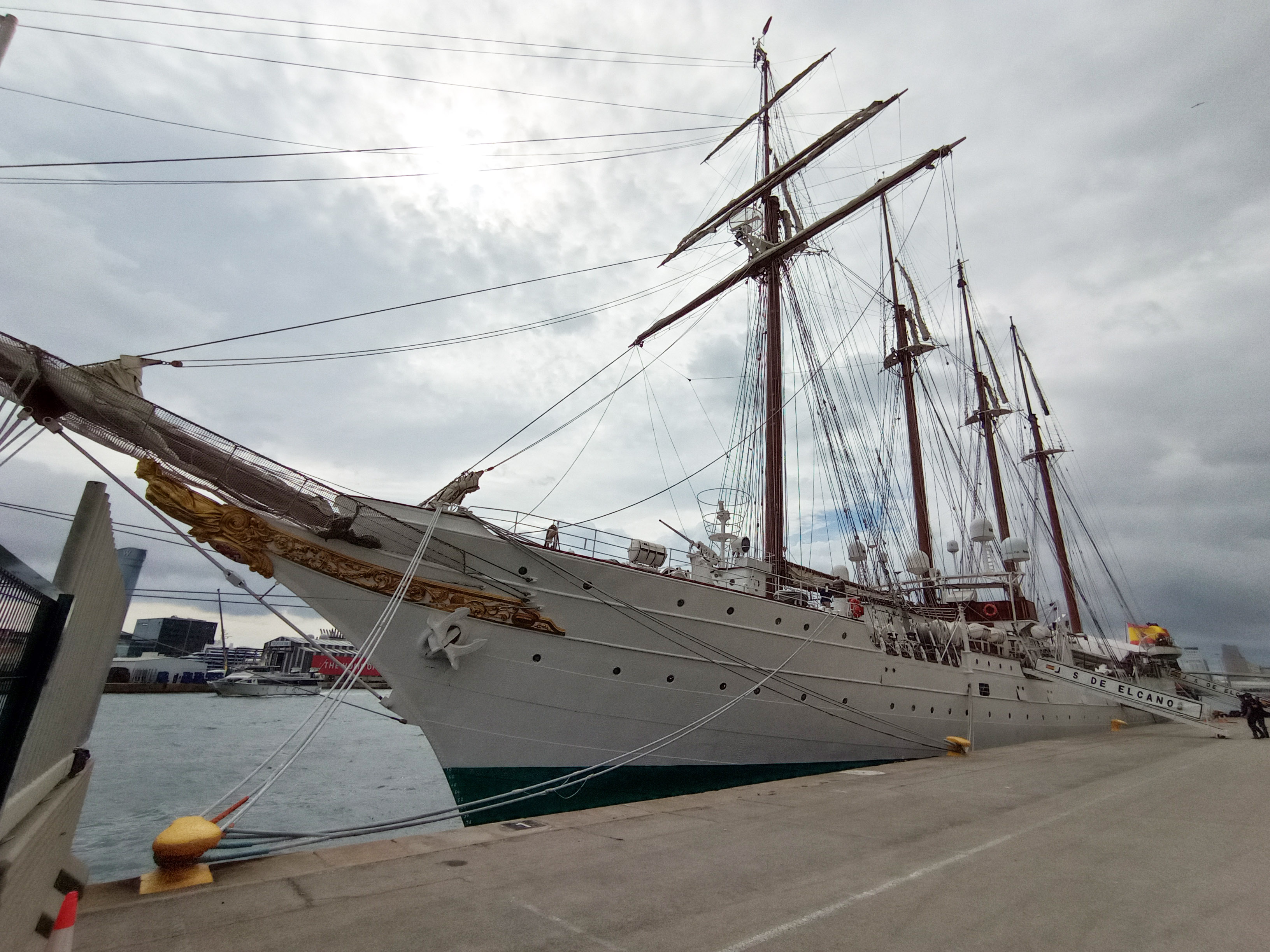
El buque amarrado en Barcelona (2024)

A lo largo de su historia (hasta 2006), el Juan Sebastián de Elcano ha participado en cinco regatas principales:
- Transoceánica Lisboa-Bermudas en 1964 con el buque al mando del capitán de fragata Francisco Javier de Elizalde y Laínez;
- Regata Bermudas-Newport de 1976, bajo el mando del capitán de fragata Nalda Díaz de Tuesta;
- Gran Regata Colón'92, cuando el buque estaba bajo el mando del capitán de navío Vajelo Ruiz. La cita tuvo un primer punto de encuentro en Cádiz con barcos procedentes de Lisboa y Génova, y desde el puerto gaditano siguieron la ruta establecida: Las Palmas, Santa Cruz de Tenerife, La Gomera, San Juan de Puerto Rico, Nueva York, Boston y Liverpool;
- Regata Tall Ship 2000 Cádiz-Bermudas cuando era su comandante el capitán de navío Juan Carlos Muñoz-Delgado Díaz del Río;
- Regata OP Sail 2000 Nortfolk, Newport, Nueva York, Boston y London.

El Juan Sebastián de Elcano ha ganado la Boston Teapot, otorgada cada año por la Sail Training International al buque que consigue navegar a vela el mayor número de millas en 124 horas, en diez ocasiones en los años 1974, 1979, 1997, 1999, 2001, 2004, 2005, 2006, 2015 y 2020.
En sus viajes de entrenamiento tarda unos 22 días en llegar hasta América, haciendo escalas en diferentes puertos en su recorrido. Da la vuelta al mundo en aproximadamente nueve meses; hasta el año 2008 lo había hecho diez veces. 
En 2010, durante su LXXXI crucero de instrucción, participó junto a otros diez buques escuela en la Regata Bicentenario Velas Sudamérica 2010, que celebra el Bicentenario de la independencia, y está organizada por las Armadas de Chile y Argentina. Tras finalizar su participación en la regata, participó entre el 18 y el 19 de julio de 2010 en la exposición Un entorno marítimo seguro para el siglo XXI, celebrada en Vigo junto a los buques Galicia, Méndez Núñez y Chilreu
El 8 de enero de 2011 zarpó en su 88.º crucero de instrucción desde el muelle comercial de Cádiz, que seguiría la ruta a Estambul, a donde arribó el 22 de enero, Venecia a donde arribó el 7 de febrero, por primera vez en sus 88 años, Toulon, Bilbao, Londres, Hamburgo, San Petersburgo, y final en Marín (Pontevedra); tras finalizar el crucero, estaban previstas obras en el buque de remodelación y mantenimiento.
Las obras, fueron realizadas por la empresa Navantia en sus instalaciones de San Fernando, iniciándose las mismas en junio de 2011, dándose por concluidas en marzo del año siguiente, y siendo devuelto el buque a la Armada Española el 7 de marzo de 2012.
El 1 de abril de 2012, zarpó desde Cádiz en su octagesimotercer crucero de instrucción. Partió del puerto de Santa Cruz de Tenerife el 10 de abril para llegar a La Habana el 4 de mayo y continuar el 14 de mayo con destino a Nueva York donde encabezó la parada Naval a través del río Hudson formada por 20 buques, entre buques escuela, buques de guerra de la US Navy y de otras marinas aliadas, que da comienzo de la Fleet Week de la ciudad como buque invitado en la citada Semana Naval, que organiza en Nueva York anualmente la Marina de los Estados Unidos. Estando prevista su partida con rumbo a Norfolk el 30 de mayo, y posteriormente a Saint-Maló, Marín (Pontevedra) y Lisboa. Participó en las regatas Opsail 2012 y la Grandes Veleros, organizada por la Sail Training International. Finalmente, a finales de julio regresó a Cádiz donde participó en los actos del bicentenario de la Pepa
En 2013, durante su LXXXIV crucero de instrucción, tras participar en Miami en los actos del quinto centenario del descubrimiento de Florida, realizó el viaje de retorno a Europa navegando solo a vela en una navegación de 29 días, en los que se recorrieron 3680 mni desde Newport (Estados Unidos) hasta Den Helder, (Países Bajos), donde encabezó una flota de grandes veleros para conmemorar el 525º aniversario de la creación de la Marina holandesa.
En el 2013 los restos del diputado puertorriqueño en España, Ramón Power y Giralt fueron llevados a Puerto Rico por el buque escuela Juan Sebastián Elcano. 

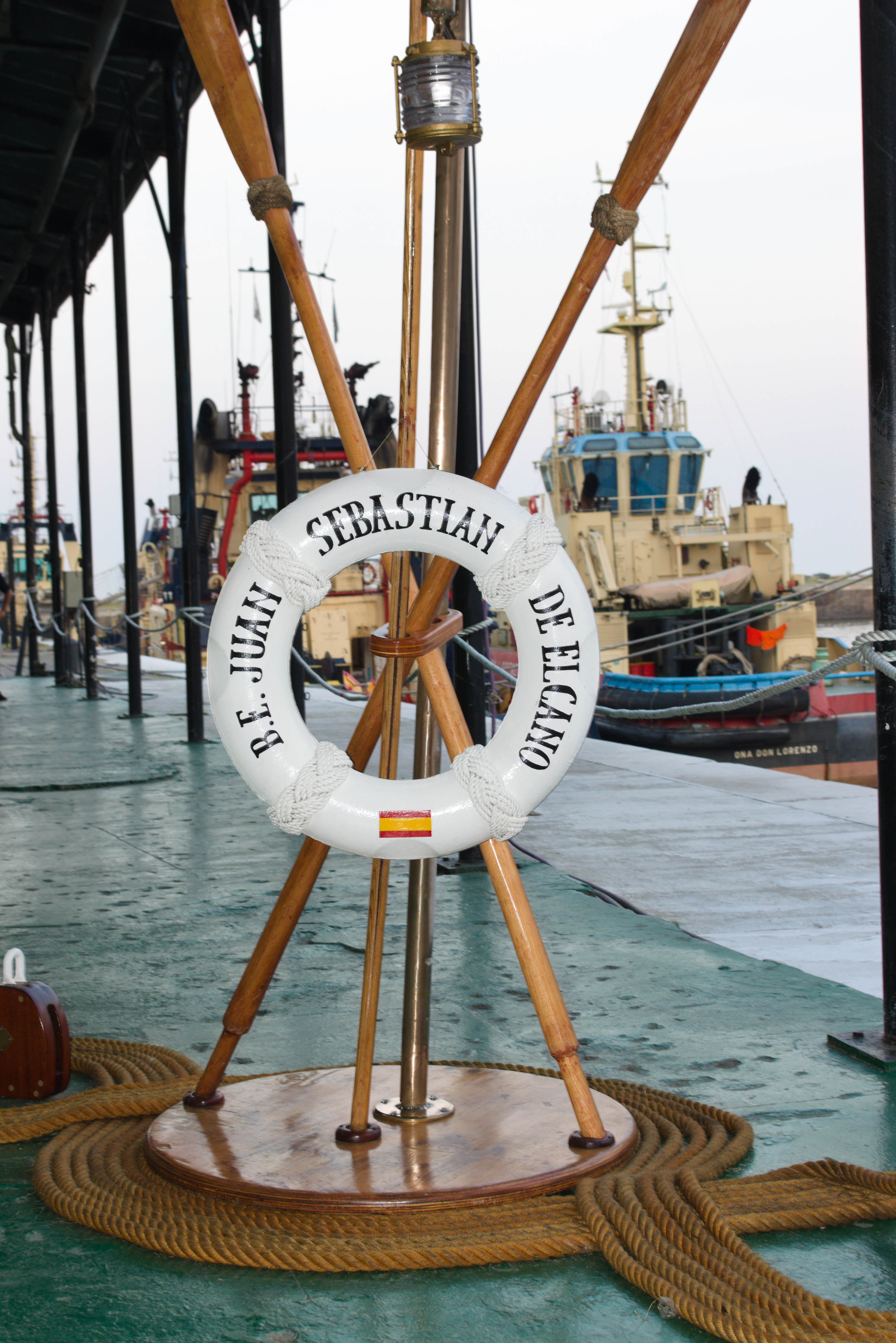
Entrada al puente de embarque, Buenos Aires, marzo de 2023.

En 2014 al finalizar su 85.º crucero de instrucción, tres marineros del buque fueron detenidos acusados de introducir desde Cartagena de Indias y transportar a bordo en un pañol de velas de reserva 147 kg de cocaína, de los cuales entregaron 20 kg en Nueva York. Otros dos fueron detenidos por la Guardia Civil en relación con el mismo suceso en octubre tras las investigaciones. Sin embargo, en 2018 se cerró la investigación sin poder encontrar culpables, decidiendo la Armada ascender en dos ocasiones a su comandante, Enrique Torres Piñeyro, y nombrarlo jefe del Arsenal de Cádiz.
En 2015 la Diputación de Cádiz concedió la Corbata de la Provincia de Cádiz a la bandera de combate del buque como reconocimiento a su labor educativa y militar.
El 24 de agosto de 2020 el barco zarpó de la Base Naval de La Carraca, en San Fernando, para su undécima circunnavegación del globo. En su viaje visitó Punta Arenas (Estrecho de Magallanes, Chile), en octubre; Guam (Marianas, Micronesia), Samar y Cebú (Filipinas), en marzo, y Ternate y Tidore (Islas Molucas, Indonesia), en abril, en las mismas fechas en las que llegó la expedición que dio la primera vuelta al mundo 500 años antes. El buque escuela finalizó su travesía en la Base Naval de La Carraca, San Fernando, el 13 de junio de 2021, coincidiendo con actos conmemorativos del quinto centenario de la primera circunnavegación. A su regreso, al paso del buque por el puerto de Cádiz, contó con la presencia a bordo de Felipe VI.

## Comandantes del Juan Sebastián Elcano
Comandantes que ha tenido el Juan Sebastián Elcano en sus cruceros de instrucción y fecha de alta en el mando.
| - Manuel de Mendivil y Elio. 29 de septiembre de 1927 - Claudio Lago de Lanzos y Díaz. 4 de junio de 1929 - Joaquín López Cortijo. 5 de junio de 1931 - Salvador Moreno Fernández. 7 de junio de 1933 - Cristóbal González-Aller y Acebal. 24 de junio de 1935 - Fernando Meléndez Bojart. 15 de diciembre de 1939 - Pedro Sans Torres. 20 de diciembre de 1940 - Camilo Carrero Blanco. 17 de enero de 1942 - Antonio Blanco García. 24 de noviembre de 1942 - Leopoldo Boado Endeiza. 27 de junio de 1944 - Manuel de la Puente y Magallanes. 18 de julio de 1946 - Álvaro de Urzáiz y de Silva. 15 de julio de 1948 - Luis Cebreiro Blanco. 3 de agosto de 1950 - Gonzalo Díaz García. 15 de julio de 1952 - José Yusty Pita. 19 de agosto de 1953 - José Ramón González López. 20 de julio de 1955 - Miguel Domingo Sotelo. 27 de agosto de 1958 - José Díaz Cuñado. 26 de septiembre de 1960 - Teodoro de Leste y Cisneros. 22 de diciembre de 1961 - Francisco Javier de Elizalde y Laínez. 6 de agosto de 1963 - Salvador Vázquez Durán. 18 de noviembre de 1964 - Francisco Gil de Sola Caballero. 17 de agosto de 1966 - Álvaro Fontanals Baron. 20 de septiembre de 1968 - Agustín Rosety Caro. 1 de agosto de 1970 - Ricardo Vallespín Raurell. 28 de septiembre de 1971 - Marcial Fournier Palicio. 1 de septiembre de 1973 - Antonio Nalda y Díaz de Tuesta. 26 de septiembre de 1975 - Ángel Luis Díaz del Río y Martínez. 3 de octubre de 1977 - Ignacio Cela Diz. 3 de octubre de 1979 - Cristóbal Colón de Carvajal y Maroto. 7 de enero de 1981 - Rafael Ceñal Fernández. 30 de octubre de 1982 - Manuel de la Puente y Sicre. 19 de agosto de 1983 | - Antonio Diufain de Alba. 23 de agosto de 1984 - Rafael Martí Narbona. 15 de noviembre de 1985 - Gabriel Portal Antón. 10 de julio de 1987 - José Alejandro Artal Delgado. 25 de noviembre de 1988 - Pedro Lapique Quiñones. 3 de octubre de 1989 - Rafael Vallejo Ruiz. 4 de octubre de 1991 - Ángel Tajuelo Pardo de Andrade. 1 de octubre de 1992 - Juan José González-Irún Sánchez. 8 de octubre de 1993 - Antonio González-Aller Suevos. 4 de octubre de 1994 - Manuel Calvo Freijomil. 15 de septiembre de 1995 - Sebastián Zaragoza Soto. 18 de septiembre de 1996 - Teodoro de Leste Contreras. 2 de octubre de 1997 - Constantino Lobo Franco. 11 de septiembre de 1998 - Juan C. Muñoz-Delgado Díaz del Río. 8 de octubre de 1999 - Jaime Rodríguez-Toubes Núñez. 6 de octubre de 2000 - Manuel Rebollo García. 5 de octubre de 2001 - Santiago Bolívar Piñeiro. 4 de octubre de 2002 - Juan F. Martínez Núñez. 3 de octubre de 2003 - Luis Cayetano y Garrido. 29 de septiembre de 2004 - Salvador M. Delgado Moreno. 29 de septiembre de 2005 - Javier Romero Caramelo. 21 de septiembre de 2007 - Manuel de la Puente Mora-Figueroa. 25 de septiembre de 2009 - Alfonso Carlos Gómez Fernández de Córdoba. 23 de septiembre de 2011 - Enrique Torres Piñeyro. 19 de septiembre de 2013 - Victoriano Gilabert Agote. 23 de julio de 2015 - Ignacio Paz García. 28 de julio de 2017 - Santiago de Colsa Trueba. 23 de julio de 2019 - Manuel García Ruiz. 1 de julio de 2021 - Luis Carreras-Presas do Campo. 31 de julio de 2023 - José María de la Puente Mora-Figueroa. 25 de julio de 2025 |

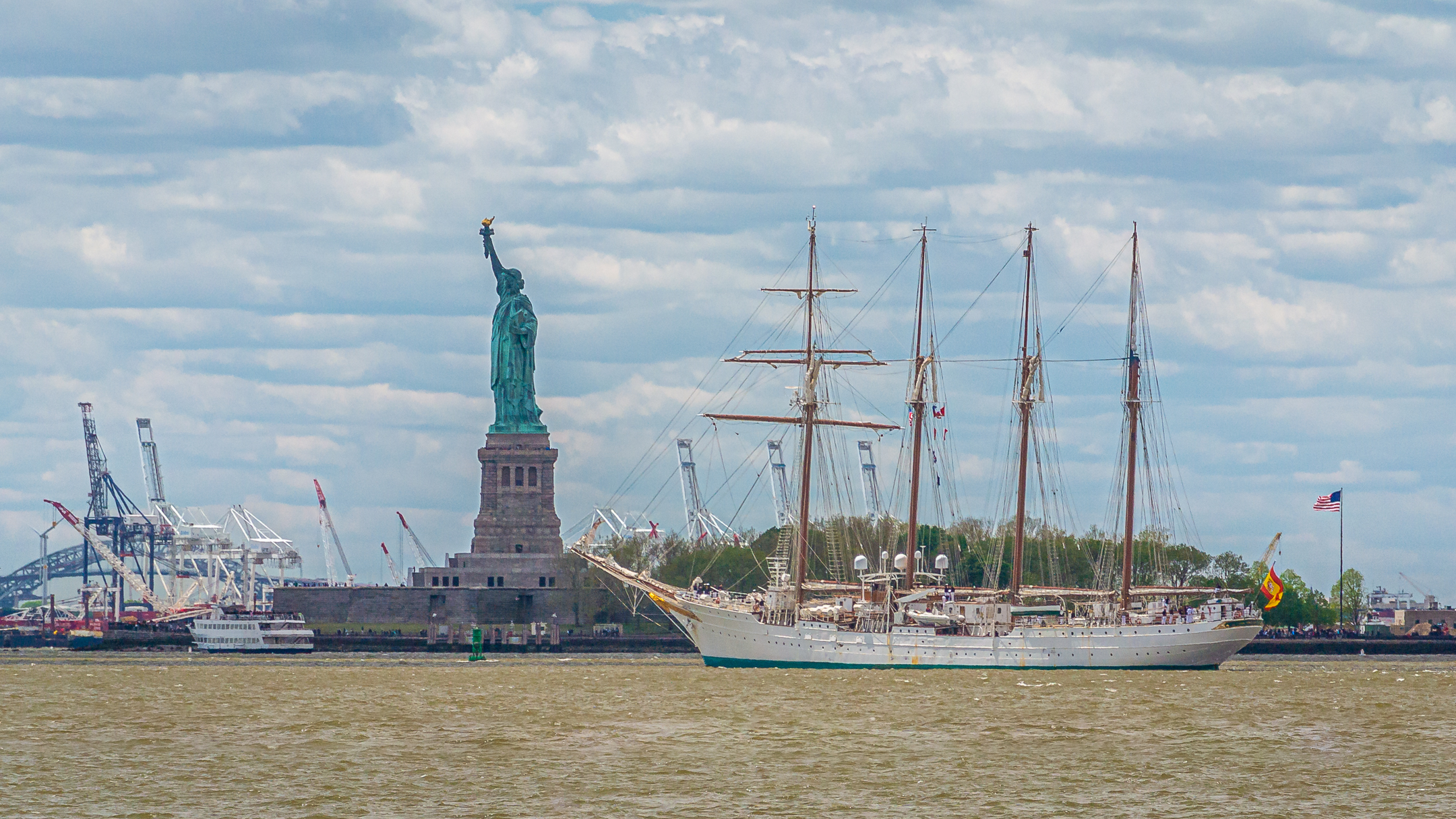
Juan Sebastián de Elcano (A-71) navegando frente a la Estatua de la Libertad. Ciudad de Nueva York, 8 de mayo de 2017.